# Karl-Marx-Straße 17 (Thale)

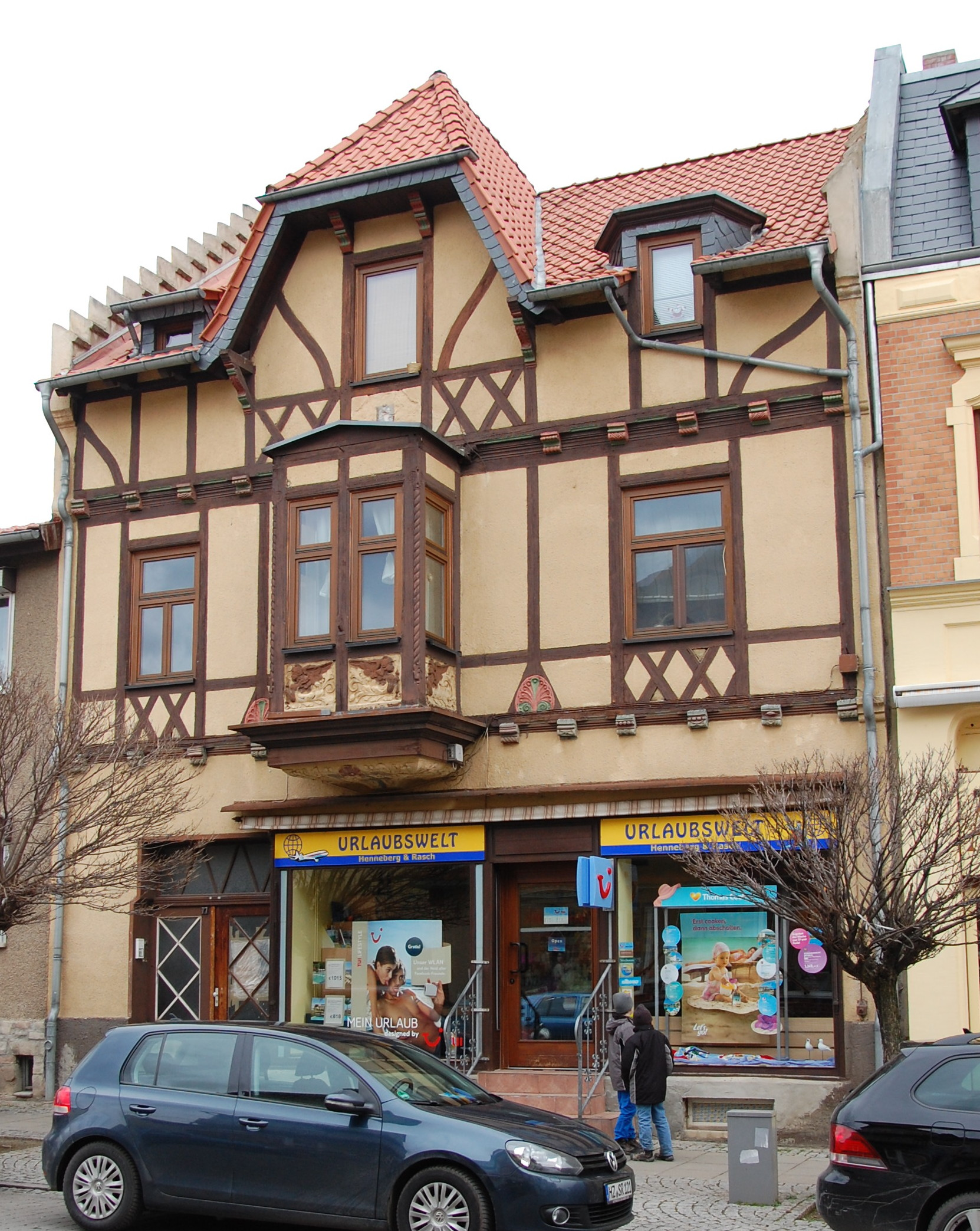
Haus Karl-Marx-Straße 17

Das Gebäude Karl-Marx-Straße 17 ist ein denkmalgeschütztes Wohn- und Geschäftshaus in der Stadt Thale in Sachsen-Anhalt.

## Lage
Das Wohn- und Geschäftshaus befindet sich auf der Nordseite der Karl-Marx-Straße im Ortszentrum von Thale. Nordöstlich grenzt das gleichfalls denkmalgeschützte Gebäude Karl-Marx-Straße 19 an.

## Architektur und Geschichte
Das zweigeschossige Gebäude entstand in der Zeit um 1910. An der auffälligen Fassade werden Elemente der regionalen Fachwerktradition zitiert. Am Obergeschoss befindet sich ein kleiner Erker. Darüber hinaus bestehen Drempel und Zwerchhaus.
Im örtlichen Denkmalverzeichnis ist das Gebäude unter der Erfassungsnummer 094 45285 als Wohn- und Geschäftshaus verzeichnet.